# Involvulus cupreus
Involvulus cupreus là một loài bọ cánh cứng trong họ Rhynchitidae. Loài này được Linnaeus miêu tả khoa học năm 1761.

## Hình ảnh

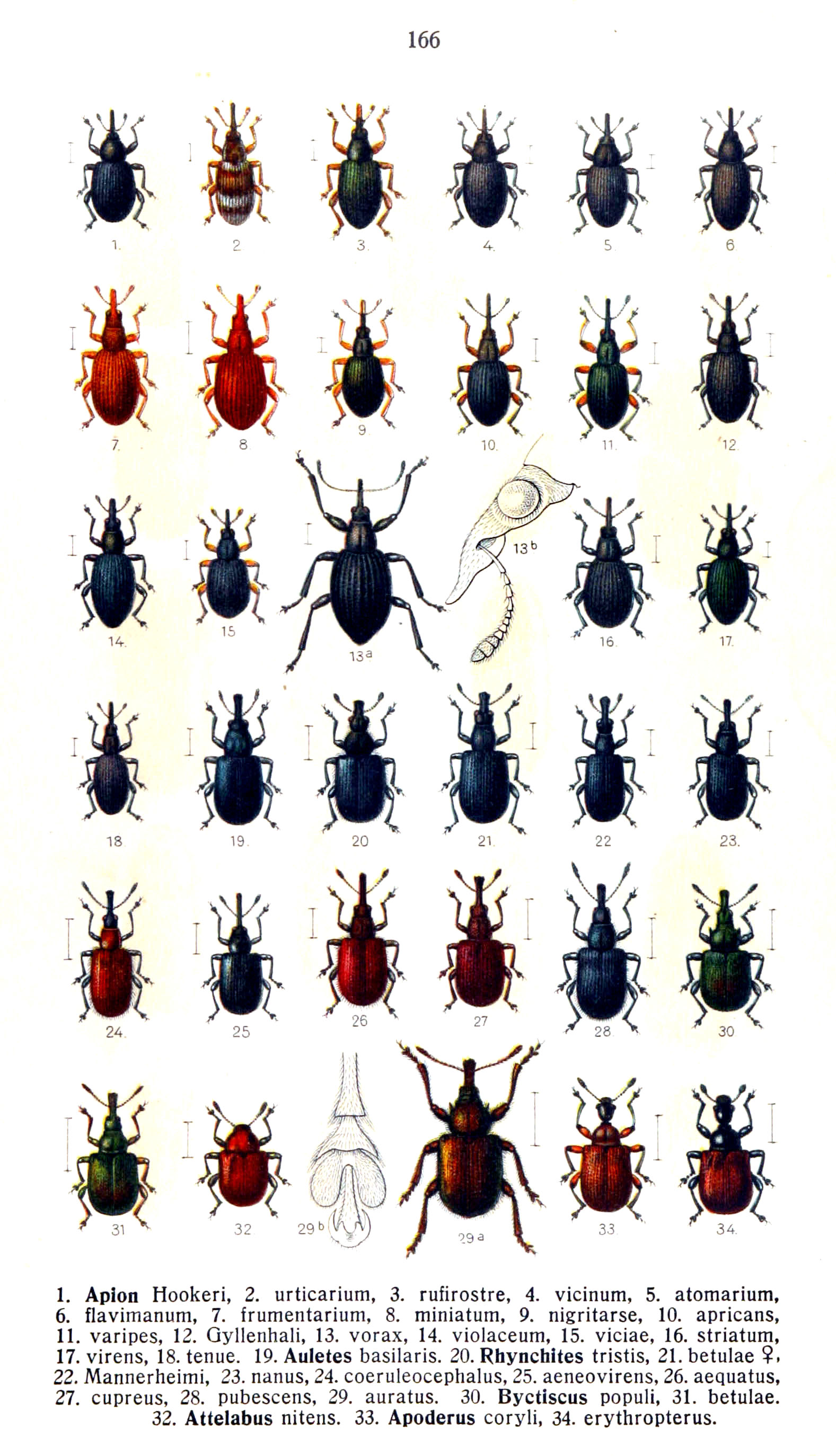